# Pondok Panjang
Pondok Panjang is een bestuurslaag in het regentschap Muko-Muko van de provincie Bengkulu, Indonesië. Pondok Panjang telt 790 inwoners (volkstelling 2010).